# 神戸税関
神戸税関（こうべぜいかん）は、日本の税関。兵庫県神戸市中央区の新港地区に主たる事務所を置く。兵庫県と中国地方（山口県を除く）、四国地方を管轄する。
「開かれた税関」を目標に掲げ、本関の中庭および庁舎内の一部を公開している。

## 沿革
- 1868年
  - 1月1日（慶応3年12月7日） - 兵庫港開港に伴い、江戸幕府が兵庫運上所を開設（兵庫奉行：柴田剛中、運上所用達：北風正造）
  - 2月27日（慶応4年2月5日） - 新政府外国官により神戸運上所に改称
- 1873年（明治6年）
  - 1月4日 - 神戸税関に改称（初代神戸税関長：瓜生寅）
  - 12月 - 初代本関庁舎竣工（石造、地上2階建）
- 1922年（大正11年）1月20日 - 初代本関庁舎が火災で焼失[1]
- 1927年（昭和2年）3月 - 2代目本関庁舎竣工（花崗岩・煉瓦張り、地上4階建）
- 1998年（平成10年）11月 - 3代目本関庁舎竣工。2代目本関庁舎の外観とホール等を保存・継承

## 本関

### 庁舎建築概要
2代目庁舎は大蔵省営繕課により設計され1927年に竣工した「帝国の大玄関番たる税関として決して恥ずかしからぬ近代式大庁舎」と称された日本最大の税関庁舎で、神戸港新港地区のランドマークになっていたが、阪神・淡路大震災で被災し半壊。現在の3代目庁舎は1998年に改築された最新鋭のインテリジェントビルである。保全された旧館とで構成され、旧館を船体に見立てるとその棟の上に現れた新館（3代目庁舎）の高層部が船のブリッジにもみえる。
改築工事では旧本関庁舎に連結する旧別館を取り壊し中心に新館を建設したあと、旧別館の外壁を再構築。それにより旧本関庁舎の花崗岩張りの時計塔を含めた外観と内部ホール等は、ほぼ完全な形で保全された。この景観を残した点が高く評価され、公共建築賞やJIA環境建築賞など数多くの賞を受けている。

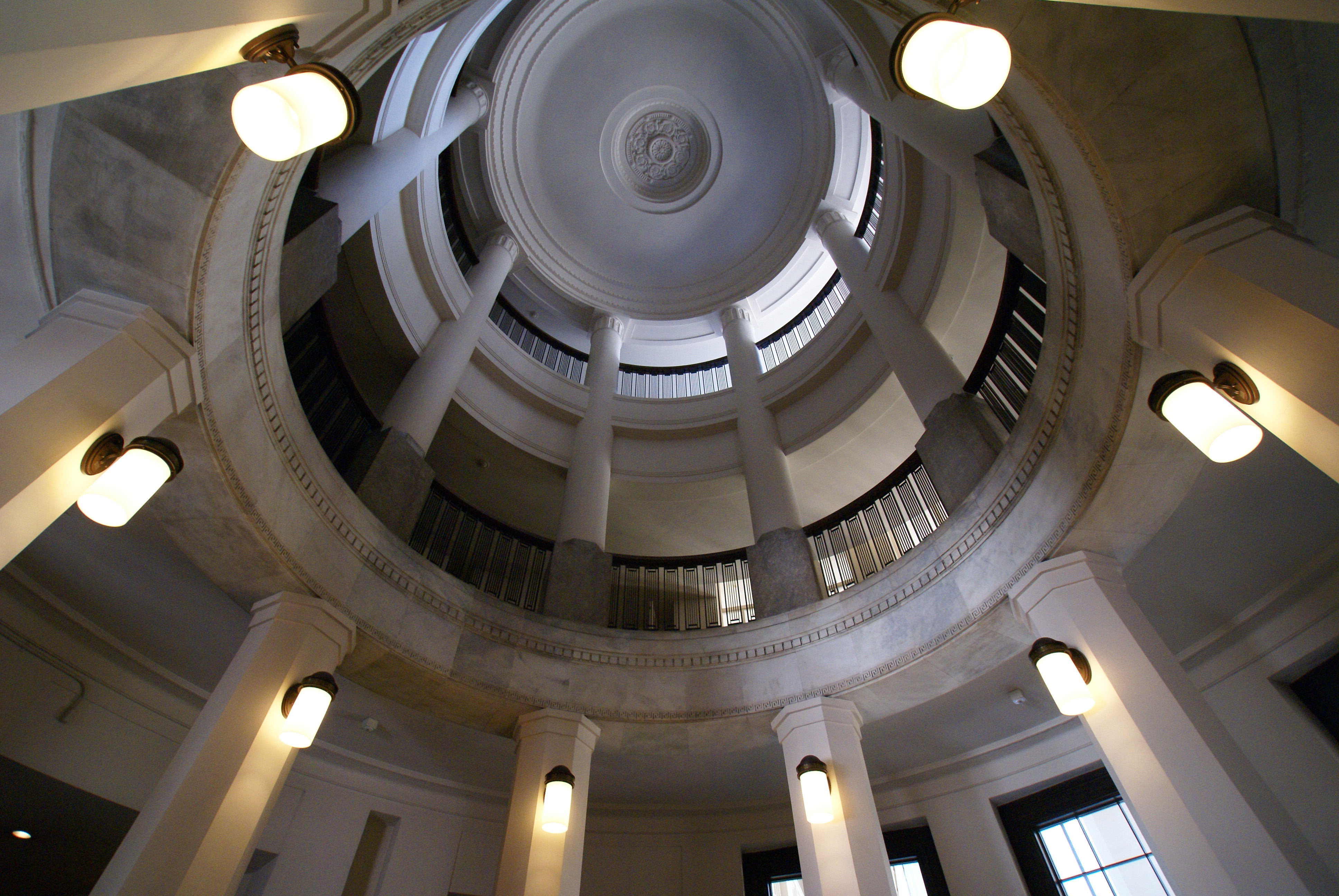
旧館ホール
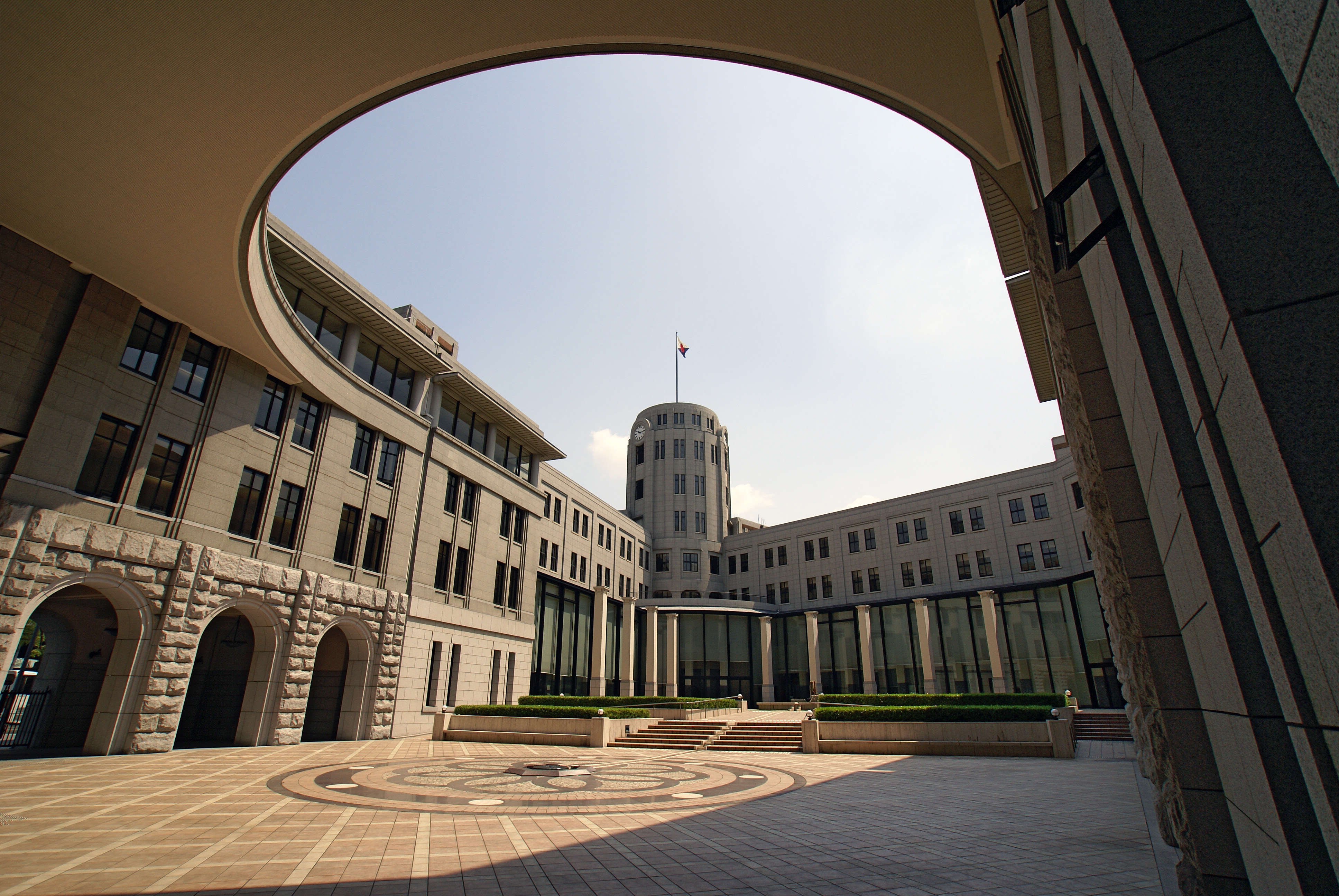
旧館
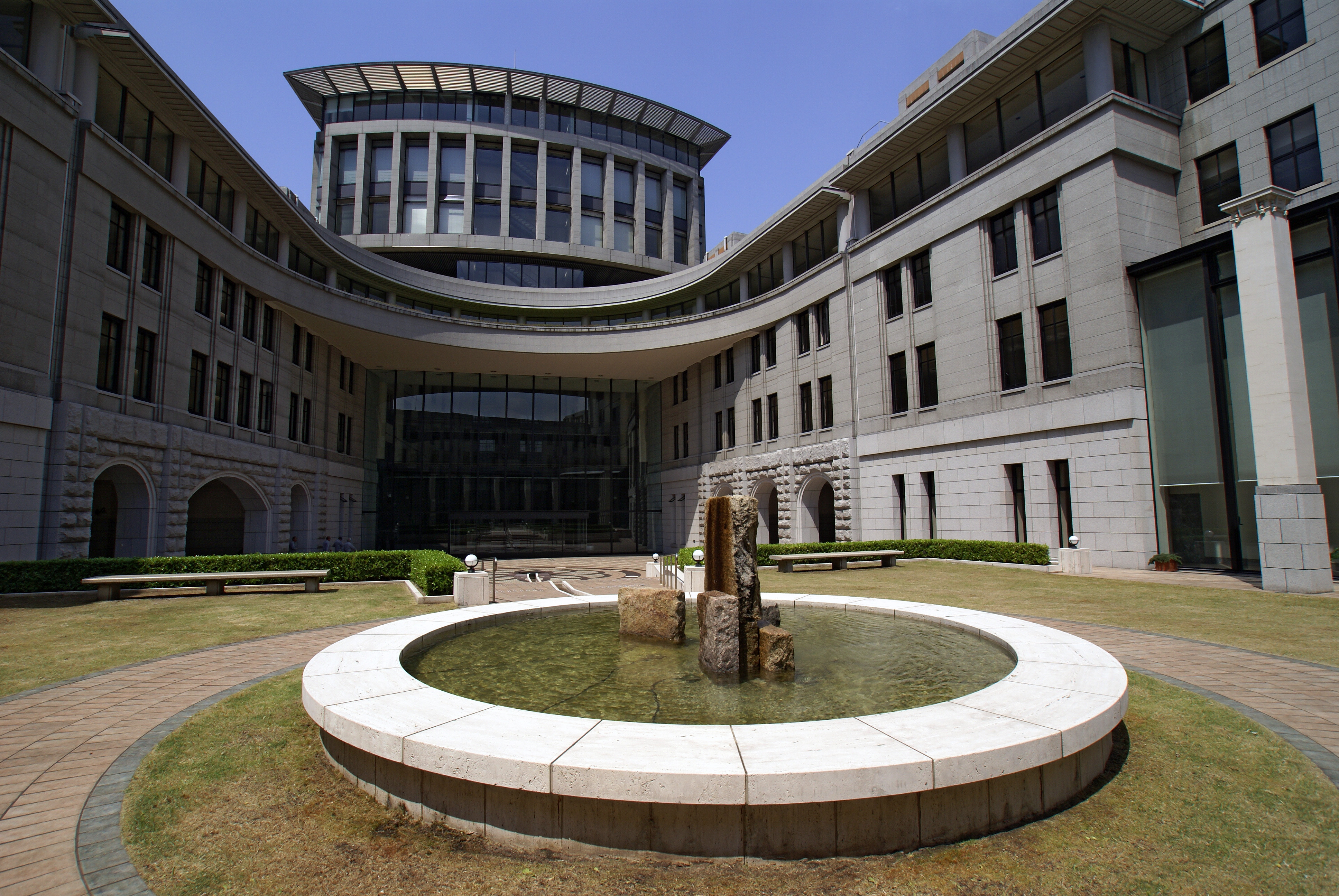
新館

外観は東京桜田門にあった警視庁の旧庁舎によく似ており、ドラマや映画の撮影にしばしば用いられる。

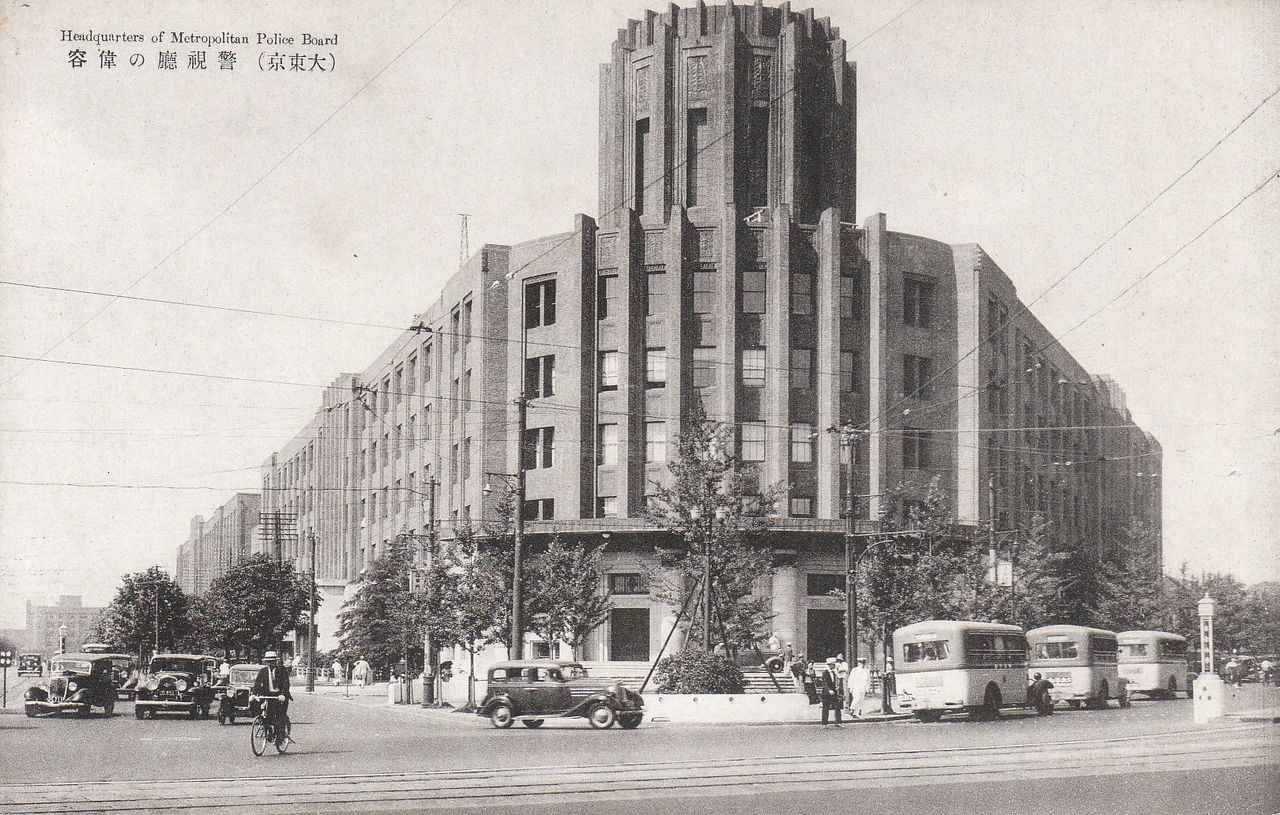
警視庁の旧庁舎

- 設計
  - 旧館 - 大蔵省営繕課
  - 新館 - 建設省近畿地方建設局営繕部、日建設計
- 竣工
  - 旧館 - 1927年
  - 新館 - 1998年
- 施工
  - 旧館 - 森田福市
  - 新館 - 東急・前田・新井JV
- 構造 ・規模
  - 旧館 - 地上4階建+塔屋4層、SRC造、花崗岩・煉瓦張り
  - 新館 - 地下1階、地上10階建、S・SRC・RC造
- 敷地面積 - 10,228.50m2
- 建築面積 - 5,231.94m2
- 延床面積 - 24,144.61m2
- 所在地 - 〒650-0041 兵庫県神戸市中央区新港町12番1号
- 備考 - 第41回BCS賞受賞（2000年）、公共建築賞、JIA環境建築賞

### 利用情報
- 広報展示室 - ブランド品の本物と偽物の見本展示、税関の業務、および神戸税関の歴史等を紹介する。
  - 休館日 - 土・日曜日、祝祭日（イベントなどで本来の休館日に開館する日がある）
  - 開館時間 - 8時30分～17時
  - 入場料 - 無料

### 交通アクセス
- JR三ノ宮駅、阪神神戸三宮駅、阪急神戸三宮駅、地下鉄三宮駅 徒歩20分
- ポートライナー 貿易センター駅 徒歩5分
- 阪神バス神戸税関前
- 神戸市バス税関前

### 周辺情報
- 新港地区
  - 神戸ポートターミナル
  - 旧国立生糸検査所、旧神戸市立生糸検査所、新港貿易会館、神戸震災復興記念公園
- 神戸商工貿易センタービル
- 東遊園地
- 国道174号 - 日本一短い国道で、庁舎の東側が起点となっている。

## 神戸税関長
| 氏名      | 出身校           | 在任期間   | 前職               | 後職 |
| --------- | ---------------- | ---------- | ------------------ | ---- |
| 大西 靖   | 東京大学経済学部 | 2019年7月‐ | 中国財務局長       |      |
| 佐藤 正之 | 東京大学経済学部 | 2020年7月‐ | 内閣官房内閣審議官 |      |

## 管内支署・出張所
- 神戸税関本関
  - （神戸空港事務所）
  - 六甲アイランド出張所
  - ポートアイランド出張所
- 姫路税関支署
  - 東播磨出張所
- 尼崎税関支署
- 境税関支署
  - （米子空港事務所）
  - 鳥取監視署
  - 西郷監視署
- 浜田税関支署
- 岡山空港税関支署
- 水島税関支署
  - 宇野出張所
  - 片上出張所
- 広島税関支署
  - 呉出張所
- 広島空港税関支署
- 福山税関支署
  - 尾道糸崎出張所
- 小松島税関支署
- 高松空港税関支署
- 坂出税関支署
  - 高松出張所
  - 詫間出張所
- 松山税関支署
  - （松山空港事務所）
  - 今治出張所
  - 宇和島出張所
- 新居浜税関支署
  - 三島出張所
- 高知税関支署
  - 須崎出張所

## 監視艇
- だいせん（大型広域取締用監視艇）

1997年3月竣工、瀬戸内クラフト建造
55.00総トン、全長26.40m、全幅5.30m、深さ2.70m、ディーゼル（GM 12V-149TI DDEC）2基、機関出力1,580kW×2、最大速力34．96ノット
- こうべ（広域取締用監視艇）

1999年3月竣工、瀬戸内クラフト建造
69.00総トン、全長27.30m、全幅5.50m、深さ2.85m、ディーゼル（DDC/MTU16V-2000M90）2基、機関出力1,202kW×2、最大速力43.50ノット、乗組員6名、旅客12名、その他17名
- あき（19m監視艇）

2004年3月竣工、瀬戸内クラフト建造
30総トン、全長19.00m、全幅4.30m、深さ2.45m、ディーゼル（MTU 12V183TE92）2基、機関出力669kW×2、最大速力35.10ノット、乗組員4名、その他8名